# Еммануель Ваньйоньї
Еммануель Ваньйоньї (англ. Emmanuel Wanyonyi; нар. 1 серпня 2004) — кенійський легкоатлет, який спеціалізується в бігу на середні дистанції.

## Спортивні досягнення
Срібний призер чемпіонату світу з бігу на 800 метрів (2023).
Фіналіст (4-е місце) чемпіонату світу з бігу на 800 метрів (2022).
Чемпіон Діамантової ліги з бігу на 800 метрів (2023).
Чемпіон світу з кросу в естафеті (2023).
Чемпіон світу серед юніорів з бігу на 800 метрів (2021).
Ексрекордсмен світу з шосейного бігу на 1 милю — 3.54,56.